# NGC 3099B
NGC 3099B је галаксија у сазвежђу Мали лав која се налази на NGC листи објеката дубоког неба.
Деклинација објекта је + 32° 42' 52" а ректасцензија 10h 2m 30,9s. Привидна величина (магнитуда) објекта NGC 3099 износи 14,8 а фотографска магнитуда 15,8. NGC 3099B је још познат и под ознакама MCG 6-22-58, PGC 29088.